# Grand Prix di tuffi
Il Grand Prix di tuffi (ufficialmente FINA Diving Grand Prix) è una competizione sportiva internazionale di tuffi a cadenza annuale organizzata dalla Federazione internazionale del nuoto (FINA) dal 1995.
Nel formato attuale sono presenti quattro differenti specialità maschili e femminili: trampolino 3 metri individuale, piattaforma 10 m individuale, trampolino 3 m sincronizzato, piattaforma 10 m sincronizzato, per un totale di otto concorsi.
La competizione si articola in un circuito di più tappe. Per ciascuna tappa è prevista l'assegnazione di punti in base ai piazzamenti in ogni specialità. La classifica finale del Grand Prix viene stilata considerando i 4 migliori risultati.

## Ultime edizioni
| Anno | 1ª tappa | 2ª tappa | 3ª tappa        | 4ª tappa | 5ª tappa        | 6ª tappa | 7ª tappa  | 8ª tappa     |
| ---- | -------- | -------- | --------------- | -------- | --------------- | -------- | --------- | ------------ |
| 2010 | Rostock  | Mosca    | Montréal        | Bolzano  | Fort Lauderdale | Madrid   | N.D.      | N.D.         |
| 2011 | Madrid   | Penza    | Fort Lauderdale | Montréal | Rostock         | Bolzano  | N.D.      | N.D.         |
| 2012 | Rostock  | Montréal | Fort Lauderdale | Madrid   | Bolzano         | N.D.     | N.D.      | N.D.         |
| 2013 | Madrid   | Rostock  | Gatineau        | San Juan | Fort Lauderdale | Bolzano  | Kazan'    | N.D.         |
| 2014 | Madrid   | Rostock  | Gatineau        | San Juan | Guanajuato      | Bolzano  | Singapore | Kuala Lumpur |

## Albo d'oro recente

### Maschile
| Anno | Trampolino 3 m   | Piattaforma 10 m | Trampolino sincro 3 m | Piattaforma sincro 10 m |
| ---- | ---------------- | ---------------- | --------------------- | ----------------------- |
| 2010 | Evgeny Kuznetsov | Aisen Chen       | Cina                  | Cina                    |
| 2011 | Shixin Li        | Luxin Zhou       | Cina                  | Cina                    |
| 2012 | Javier Illana    | Aisen Chen       | Cina                  | Cina                    |
| 2013 | Chao He          | Jian Yang        | Cina                  | Cina                    |

### Femminile
| Anno | Trampolino 3 m | Piattaforma 10 m | Trampolino sincro 3 m | Piattaforma sincro 10 m |
| ---- | -------------- | ---------------- | --------------------- | ----------------------- |
| 2010 | Han Wang       | Sinou Ma         | Cina                  | Cina                    |
| 2011 | Han Wang       | Tingting Ke      | Cina                  | Cina                    |
| 2012 | Han Wang       | Huixia Liu       | Cina                  | Cina                    |
| 2013 | Jiao Liu       | Jie Lian         | Cina                  | Cina                    |